# Tímár József (orvos)
Tímár József (Budapest, 1952. január 12. –) Széchenyi-díjas magyar orvos, patológus, tanszékvezető egyetemi tanár, az MTA doktora.

## Szakmai életútja
Tímár József 1970-ben érettségizett a budapesti Berzsenyi Dániel Gimnáziumban, majd 1976-ban a Semmelweis Orvostudományi Egyetem általános orvosi karán summa cum laude minősítéssel orvosi diplomát szerzett. 1980-ban patológus szakvizsgát tett. 1973 és 1999 között a SOTE I. sz. Pathológiai és Kísérleti Rákkutató Intézetben dolgozott; 1973 és 1976 között díjazott demonstrátor, 1976-1983-ig egyetemi tanársegéd, 1984-től 1989-ig egyetemi adjunktus. 1988-ban A sejtfelszín glycoconjugált molekuláinak tumorbiológiai szerepe című munkájával elnyerte az orvostudományok kandidátusa címet. 1990-től 1995-ig egyetemi docens. 1995-ben egyetemi tanárrá nevezték ki, a Tumorsejt-extracelluláris mátrix kölcsönhatás szerepe a daganatok progressziójában című dolgozatával pedig az MTA doktora (DSc) lett. 1999-től 2008-ig az Országos Onkológiai Intézet Tumor Progressziós Osztályának osztályvezető főorvosa. 2008-tól a Semmelweis Egyetem II. sz. Patológiai Intézetének igazgatója.

## Tanulmányutak
EM Unit, Institute of Cancer Research, London, UK (vendégkutató) (1983-84, 1986, 1989), CNRS Kötőszövetbiokémiai Laboratórium, Université de Paris XII. Créteil, France (vendégkutató) (1987, 1988), Wayne State University, Dept. of Radiation Oncology, Detroit, MI, USA (vendégkutató, oktató) (1990-1991)

## Oktatási tevékenysége
Patológia oktatása magyar és angol nyelven, Szövettani asszisztens és szövettani szakasszisztens képzés, Ph.D. képzés.

## Kutatási területe
Kutatási területe a daganatok áttétképzése és annak sejtbiológiai és genomikai alapjai. A daganat–kötőszövet kapcsolat kutatása során felhívta a figyelmet a heparánszulfát proteoglikánok jelentőségére és az ún. ektópiás integrin expresszióra. Hazánkban úttörő munkát végzett munkatársaival a daganatok ereződésének vonatkozóan. Az áttétképződést meghatározó genetikai tényezők tanulmányozása során melanomák és fej-nyaki rákok esetében sikerült jellegzetes mintázatot találni. A prediktív és prognosztikus molekuláris patológiai diagnosztika egyik hazai úttörője.

## Társasági tagságok
Magyar Onkológusok Társasága főtitkára 1993 és 1997 között, a Magyar Patológusok Társasága elnöke 2008-tól, a Magyar Biológus Társaság, Sejtbiológiai szakosztály tagja, a Magyar Mikroszkópos Társaságtagja, a Nemzeti Onkológiai K+F Konzorcium vezetője, a Metastasis Reseach Society vezetőségi tagja, a European Association for Cancer Research tagja, az International Academy of Pathology tagja, az American Association for Cancer Research tagja.

## Szakmai Kollégiumi tagságok
- MTA Orvosi Osztálya, Onkológiai Szakbizottság tagja (1990-1994)
- MTA Biológiai Osztálya, Sejtbiológia titkára 1998-tól
- NJM Onkológiai Szakmai Kollégium tagja 1993-tól
- MTA Elméleti Orvostudományi Tudományos Bizottság titkára (2000-2002)
- MTA II. sz. Doktori Bizottság tagja (2004-2008)
- ETT Klinikai és Kísérletes Onkológiai Bizottság tagja (2004-2008)
- OTKA Élettudományi Kollégium Kórtani Szakzsűri tagja (2002-2007)
- Pathologus Szakmai Kollégium tagja (2004-2008)

## Folyóirat szerkesztési tevékenység
A Magyar Onkológia főszerkesztője 2000-től, a Pathology Oncology Research alapítója, társszerkesztője 1995-től, a Clinical and Experimental Metastasis szerkesztő bizottsági tagja 1995-től, a Joural of Clinical Oncology magyar kiadásának főszerkesztője 2006-tól, a Cancer and Metastasis Reviews szerkesztő bizottsági tagja 2001-től.

## Díjak, kitüntetések
- Kiváló Munkáért-díj (Egészségügyi Minisztérium, 1983)
- Huzella díj (SOTE, 1994)
- Kiváló Oktató-díj (SOTE, 1996)
- Széchenyi professzori ösztöndíj (Oktatási Minisztérium, 1997)
- Akadémiai Díj (MTA, 1998)
- Markusovszky-díj (Orvosi Hetilap, 2001)
- Krompecher emlékérmet (Magyar Onkológusok Társasága, 2003)
- A Semmelweis Egyetem Kiváló PhD oktatója (2003)
- Akadémiai Díj (MTA, 2005)
- G. Weber-díj (Magyar Onkológusok Társasága, 2005)
- Baló József emlékérem (Magyar Patológusok Társasága, 2008)
- A Magyar Érdemrend tisztikeresztje (2017)
- Széchenyi-díj (2024)